# Potamogeton × mysticus
Potamogeton × mysticus là một loài thực vật có hoa lai ghép trong họ Potamogetonaceae. Loài này được Morong miêu tả khoa học đầu tiên năm 1880.